# 9 (Album)
9 ist das neunte Studioalbum von Eros Ramazzotti. Es wurde am 30. Juni 2003 von Sony BMG Music Entertainment veröffentlicht. Es erreichte Platz eins in Italien, auf dem es 14 Wochen blieb. Das Album erreichte Dreifachplatin in der Schweiz und Platinstatus in Deutschland.

## Entstehung
Das Album wurde von Ramazzotti gemeinsam mit Claudio Guidetti in den MedaStudios, Mailand, im Fonoprint und dem Impatto Studio in Bologna sowie den bekannten Abbey Road Studios in London, England, eingespielt. Am Schlagzeug ist Vinnie Colaiuta zu hören, am Bass Paolo Costa. Guidetti spielte auch Gitarre und Keyboards, bei einigen Songs sind auch Mike Landau sowie Ramazzotti selbst an der Gitarre zu hören. Die Songs wurden zumeist von letzterem mit Adelio Cogliati und Claudio Guidetti geschrieben. Bei drei Songs, darunter die Leadsingle Un’emozione per sempre war zusätzlich auch Maurizio Fabrizio beteiligt.

## Titelliste
| #  | Titel                         | Autor(en)                                                             | Produzent(en)                     | Länge |
| -- | ----------------------------- | --------------------------------------------------------------------- | --------------------------------- | ----- |
| 1  | Un attimo di pace             | Eros Ramazzotti, Adelio Cogliati, Claudio Guidetti                    | Eros Ramazzotti, Claudio Guidetti | 4:37  |
| 2  | Solo ieri                     | Eros Ramazzotti, Adelio Cogliati, Claudio Guidetti                    | Eros Ramazzotti, Claudio Guidetti | 4:11  |
| 3  | Un'emozione per sempre        | Eros Ramazzotti, Adelio Cogliati, Claudio Guidetti, Maurizio Fabrizio | Eros Ramazzotti, Claudio Guidetti | 3:56  |
| 4  | Ti vorrei rivivere            | Eros Ramazzotti, Adelio Cogliati, Claudio Guidetti,                   | Eros Ramazzotti, Claudio Guidetti | 4:30  |
| 5  | Il buio ha i tuoi occhi       | Eros Ramazzotti, Adelio Cogliati, Claudio Guidetti,                   | Eros Ramazzotti, Claudio Guidetti | 4:01  |
| 6  | Un'ancora nel vento           | Eros Ramazzotti, Adelio Cogliati, Claudio Guidetti,                   | Eros Ramazzotti, Claudio Guidetti | 4:08  |
| 7  | Piccola pietra                | Eros Ramazzotti, Adelio Cogliati, Claudio Guidetti, Maurizio Fabrizio | Eros Ramazzotti, Claudio Guidetti | 4:06  |
| 8  | Mamarà                        | Eros Ramazzotti, Adelio Cogliati, Claudio Guidetti,                   | Eros Ramazzotti, Claudio Guidetti | 4:01  |
| 9  | L'uomo che guardava le nuvole | Eros Ramazzotti, Adelio Cogliati, Claudio Guidetti,                   | Eros Ramazzotti, Claudio Guidetti | 3:42  |
| 10 | Canzone per lei               | Eros Ramazzotti, Adelio Cogliati, Claudio Guidetti, Maurizio Fabrizio | Eros Ramazzotti, Claudio Guidetti | 3:41  |
| 11 | Non ti prometto niente        | Eros Ramazzotti, Adelio Cogliati, Claudio Guidetti,                   | Eros Ramazzotti, Claudio Guidetti | 4:06  |
| 12 | Falsa partenza                | Eros Ramazzotti, Adelio Cogliati, Claudio Guidetti,                   | Eros Ramazzotti, Claudio Guidetti | 4:03  |
| 13 | C'è una melodia               | Eros Ramazzotti, Adelio Cogliati                                      | Eros Ramazzotti, Claudio Guidetti | 2:21  |

## Kommerzieller Erfolg

### Chartplatzierungen

#### Album
| ChartsChartplatzierungen | Höchstplatzierung | Wochen |
| ------------------------ | ----------------- | ------ |
| Deutschland (GfK)        | 2 (38 Wo.)        | 38     |
| Italien (FIMI)           | 1 (106 Wo.)       | 106    |
| Österreich (Ö3)          | 2 (26 Wo.)        | 26     |
| Schweiz (IFPI)           | 1 (69 Wo.)        | 69     |

| ChartsJahrescharts (2003) | Platzierung |
| ------------------------- | ----------- |
| Deutschland (GfK)         | 13          |
| Italien (FIMI)            | 1           |
| Österreich (Ö3)           | 25          |
| Schweiz (IFPI)            | 1           |

| ChartsJahrescharts (2004) | Platzierung |
| ------------------------- | ----------- |
| Italien (FIMI)            | 14          |
| Schweiz (IFPI)            | 69          |

#### Singles
| Jahr | Titel                  | Höchstplatzierung, Gesamtwochen, AuszeichnungChartplatzierungen (Jahr, Titel, , Platzierungen, Wochen, Auszeichnungen, Anmerkungen) | Höchstplatzierung, Gesamtwochen, AuszeichnungChartplatzierungen (Jahr, Titel, , Platzierungen, Wochen, Auszeichnungen, Anmerkungen) | Höchstplatzierung, Gesamtwochen, AuszeichnungChartplatzierungen (Jahr, Titel, , Platzierungen, Wochen, Auszeichnungen, Anmerkungen) | Höchstplatzierung, Gesamtwochen, AuszeichnungChartplatzierungen (Jahr, Titel, , Platzierungen, Wochen, Auszeichnungen, Anmerkungen) | Höchstplatzierung, Gesamtwochen, AuszeichnungChartplatzierungen (Jahr, Titel, , Platzierungen, Wochen, Auszeichnungen, Anmerkungen) | Anmerkungen |
| Jahr | Titel                  | DE | AT | CH | IT | ES | Anmerkungen |
| ---- | ---------------------- | --- | --- | --- | --- | --- | ----------- |
| 2003 | Un’emozione per sempre | DE35 (9 Wo.)DE | AT31 (8 Wo.)AT | CH1 (18 Wo.)CH | IT1 (26 Wo.)IT | — |             |
| 2003 | Un attimo di pace      | DE87 (7 Wo.)DE | — | CH34 (9 Wo.)CH | IT12 (15 Wo.)IT | — |             |
| 2004 | Solo ieri              | — | — | CH59 (4 Wo.)CH | — | — |             |
| 2004 | Ti vorrei rivivere     | — | — | CH56 (3 Wo.)CH | — | — |             |

### Auszeichnungen für Musikverkäufe
9 wurde weltweit mit 1× Silber, 12× Gold und 4× Platin ausgezeichnet. Damit verkaufte sich das Album laut Auszeichnungen über 913.000-mal (inklusive Premium-Streaming).

| Land/Region          | Auszeichnungen für Musikverkäufe (Land/Region, Auszeichnung, Verkäufe) | Verkäufe |
| -------------------- | ---------------------------------------------------------------------- | -------- |
| Belgien (BRMA)       | Gold                                                                   | 25.000   |
| Dänemark (IFPI)      | Gold                                                                   | 20.000   |
| Deutschland (BVMI)   | Platin                                                                 | 300.000  |
| Frankreich (SNEP)    | 2× Gold                                                                | 200.000  |
| Griechenland (IFPI)  | Gold                                                                   | 10.000   |
| Kroatien (HDU)       | Silber                                                                 | 3.000    |
| Mexiko (AMPROFON)    | Gold                                                                   | 75.000   |
| Niederlande (NVPI)   | Gold                                                                   | 40.000   |
| Norwegen (IFPI)      | Gold                                                                   | 20.000   |
| Österreich (IFPI)    | Gold                                                                   | 15.000   |
| Russland (NFPF)      | Gold                                                                   | 10.000   |
| Schweiz (IFPI)       | 3× Platin                                                              | 120.000  |
| Spanien (Promusicae) | Gold                                                                   | 50.000   |
| Ungarn (MAHASZ)      | Gold                                                                   | 25.000   |
| Insgesamt            | 1× Silber · 12× Gold · 4× Platin ·                                     | 913.000  |

Hauptartikel: Eros Ramazzotti/Auszeichnungen für Musikverkäufe